# Gorzyce (gmina, Basses-Carpates)
Pour les articles homonymes, voir Gorzyce.
Gorzyce [ɡɔˈʐɨt͡sɛ] (en ukrainien: Гориці, Horytsi) est une commune rurale de la voïvodie des Basses-Carpates et du powiat de Tarnobrzeg. Elle s'étend sur 69,36 km2 et comptait 13 527 habitants en 2010.
Elle se situe à environ 15 kilomètres au nord-est de Tarnobrzeg et à 72 kilomètres au nord de Rzeszów, la capitale régionale.